# Бату-кан
Бату кан (монг. Бат хан, рус. Баты́й каан; око. 1205–1255) је био монголски кан, оснивач Плаве хорде. Бату је био син Џучија и унук Џингис-кана. Његове Плаве хорде су постале Златне хорде, које су владале Кијевском Русијом и Кавказом око две стотине педесет година и које су поразиле и уништиле, за известан период, пољске и угарске армије.

## Личност и изглед
Према Ђованију да Пијану дел Карпинеу, Бату је био „довољно љубазан према свом народу, али га се они веома плаше. Он је, међутим, најокрутнији у борби; веома је препреден и изузетно лукав у рату, јер је дуго ратовао.“ Вилијам од Рубрука га је описао као особу висине његовог господара Џона де Бомона, чије је цело лице било прекривено црвенкастим мрљама. Бату Кан је био малог раста. Очи су му биле мале и косе, и имао је раван нос.

## Биографија
Бату-кан је након смрти свога деде Џингис-кана наследио пределе око Аралског језера које су биле назване Кипчацима или пределима Златне хорде. За свог надређеног, великог кана, и наследника Џингис-кана признао је Огатаја који га је послао у походе против Кине, а касније (1237–1241) је освојио Кијевску Русију и поразио Пољаке и Мађаре и стигао све до Јадранског мора.
Кијевску Русију је држао под својом управом читавих десет година. Напад на Цариград је био планиран али је одустао од тога због смрти великог кана Огатаја 1241. године којег је он планирао да наследи на позицији великог кана. Не успевши да оствари свој последњи и највећи циљ умро је 1255. године у својој престоници Серају.

### Ране године
Након смрти његовог сина Џочија, Џингис-кан је доделио Џочијеве апанаже својим синовима. Велики кан је поставио Батуа као кана Златне Хорде (познатог и као Џочијев Улус или Кипчак канат). Џочијев најстарији син, Орда Кан, такође се сложио да Бату наследи њиховог оца. Најмлађи брат Џингис-кана Темуге присуствовао је церемонији крунисања као званични представник Џингиса. Када је Џингис-кан умро 1227, оставио је 4.000 монголских мушкараца Џочијевој породици. Џочијеве земље биле су подељене између Батуа и његовог старијег брата Орде. Ордина Бела хорда је владала земљама отприлике између реке Волге и језера Балхаш, док је Батуова Златна Хорда владала земљама западно од Волге.
Године 1229, Огатај-кан је послао три тумена под Кукдејем и Сундејем да покоре племена на доњем делу реке Урал. Према Абулгазију, Бату се придружио Огедејевој војној кампањи против династије Ђин у Северној Кини док се његов млађи брат борио против Башкира, Кумана, Бугара и Алана на западу. Упркос тешком отпору својих непријатеља, Монголи су освојили главне градове Џурџена и учинили Башкире својим савезницима. У 1230-им, Огедеј је поделио земљу у Шансију Батуу и породици Џочи, али су они поставили своје службенике под надзором царског гувернера, а исто тако и у Хорасану.

### Смрт и заоставштина
Иако је Батуово војно умеће остало у сенци других принчева и искусног Субедеја, чини се да његове дипломатске и организационе способности нису имале премца међу првим двема генерацијама Џингисида. Лични и државнички квалитети које је поседовао омогућили су му да преброди сва искушења и положи чврсте темеље држави која ће надживети све друге наследнице Монголског царства. Током последњих година живота Бату је патио од тешке реуме и болова у ногама, што је било хронично обољење међу сродницима његове мајке. Преминуо је крајем 1255. или на самом почетку 1256. године. По свему судећи, све до краја живота остао је следбеник древне религије, конвенционално назване тенгријанство, која је спајала монотеистичке елементе, односно веру у вечно небо – Тенгрија, култ предака и шаманистичке представе. Био је сахрањен према традиционалном обичају, у подземној гробници, са скупоценим предметима, наложницама и робовима, преко које су прејахали коњи тако да од ње не остане трага. Наследио га је најстарији син Сартак, који је од раније уживао изузетна овлашћења, због Батуове заузетости на истоку, а можда и услед очеве болести. Својим исповедањем хришћанске вере, по свему судећи у њеном несторијанском виду, он je одударао од већине других монголских првака. Надживео је свог оца нешто више од годину дана.

## Освајање Кијевске Русије
На курултају у Монголији након завршетка Монголско-Ђинског рата, Велики кан Огедеј је наредио Батуу да освоји западне нације. Године 1235. Бату, који је раније руководио освајањем полуострва Крим, додељена је војска од 130.000 људи да надгледа инвазију на Европу. Његови сродници и рођаци Гујук, Бури, Монгке, Кулген, Кадан, Бајдар и значајни монголски генерали Субудај (Субедеј), Боролдај и Менгусер придружили су му се по наређењу његовог ујака Огедеја. Војска, којом је заправо командовао Субутај, прешла је Волгу и напала Волшку Бугарску 1236. Требало им је годину дана да затру отпор Волшких Бугара, Кипчака и Алана.
У новембру 1237, Бату-кан је послао своје изасланике на двор Јурија II Владимир-Суздаља и захтевао његову верност. Када је Јуриј одбио да се преда, Монголи су опседали Рјазањ. После шест дана крваве битке, град је потпуно уништен и никада није враћен у стари сјај. Узнемирен вестима, Јури II је послао своје синове да задрже хорду, али су они били тешко поражени. Након што је спалила Коломну и Москву, хорда је 4. фебруара 1238. опсадила престоницу Владимир-Суздаљ. Три дана касније град је заузет и спаљен до темеља. Краљевска породица је страдала у пожару, док се велики принц журно повукао на север. Прешавши Волгу, окупио је нову војску, коју су Монголи потпуно истребили на реци Сит 4. марта.
Тада је Бату Кан поделио своју војску на мање јединице, које су опљачкале четрнаест руских градова: Ростов, Углич, Јарослављ, Кострому, Кашин, Скнјатино, Городец, Галич, Переслављ-Залески, Јурјев-Пољски, Дмитров, Волоколамск, Твер и Торжок. Најтеже је заузети мали град Козељск, чији су дечак-принц Тит и становници одолевали Монголима седам недеља. Како се прича, на вест о приближавању Монгола, град Китеж је са свим својим становницима потопљен у језеро, где се и данас може видети. Кадан и Бури су упали у град за три дана након што су се придружили Батуу. Једини већи градови који су избегли уништење били су Смоленск, који се потчинио Монголима и пристао да плаћа данак, и Новгород са Псковом, до којег Монголи нису могли доћи због велике удаљености и мочварних подручја која су се налазила међу њима.